# 38-я гвардейская танковая бригада
38-я отдельная гвардейская тяжелая танковая Гданьская Краснознаменная бригада — танковая бригада Красной армии в годы Великой Отечественной войны.
Сокращённое наименование — 38 гв. отбр.

## Формирование и организация
180-я танковая бригада начала формироваться Директивой НКО № 72341 от 15.02.1942 г. Бригада сформирована по штатам №№ 010/345 - 010/352.
Приказом НКО № 306 от 23 октября 1943 г. 180-я танковая бригада преобразована в 38-ю гвардейскую.
Директивой ГШ КА № Орг/4/82022 от 12.02.1945 г. переформирована в 38-ю гв. тяжелую танковую бригаду.

## Боевой и численный состав
Директивой ГШ КА № орг/3/2429 от 31.05.1944 г. переведена на штаты №№ 010/500-010/506:
- Управление бригады [штат № 010/500]
- 1-й отд. танковый батальон [штат № 010/501]
- 2-й отд. танковый батальон [штат № 010/501]
- 3-й отд. танковый батальон [штат № 010/501]
- Моторизованный батальон автоматчиков [штат № 010/502]
- Зенитно-пулеметная рота [штат № 010/503]
- Рота управления [штат № 010/504]
- Рота технического обеспечения [штат № 010/505]
- Медсанвзвод [штат № 010/506]

Директивой ГШ КА № Орг/4/82022 от 12.02.1945 г. бригада переводится на новый тяжелый штат. Ее танковые батальоны были перевооружены тяжелыми танками ИС-2 и переформированы в 107-й, 108-й, 109-й гвардейские тяжелые танковые полки:
- Управление бригады [штат № 010/500]
- 107-й гвардейский тяжелый танковый полк (штат № 010/460) - п/п - 63270
- 108-й гвардейский тяжелый танковый полк (штат № 010/460) - п/п - 96048
- 109-й гвардейский тяжелый танковый полк (штат № 010/460) - п/п - 63271
- Разведывательная рота (штат № 010/526)
- Зенитная рота М-15 (штат № 010/527)
- Рота управления [штат № 010/504]
- Рота технического обеспечения [штат № 010/505]
- Медико-санитарный взвод [штат № 010/506]
- Стрелковое отделение отдела контрразведки «СМЕРШ» (штат № 010/516)

## Подчинение
Периоды вхождения в состав Действующей армии:
- с 16.11.1943 по 20.02.1944 года.
- с 05.05.1944 по 14.11.1944 года.
- с 04.03.1945 по 09.05.1945 года.

| Дата            | Фронт (округ)            | Армия                 | Корпус | Дивизия | Бригада | Примечания |
| --------------- | ------------------------ | --------------------- | ------ | ------- | ------- | ---------- |
| 01.11.1943 года | РВГК                     |                       |        |         |         |            |
| 01.12.1943 года | 2-й Прибалтийский фронт  |                       |        |         |         |            |
| 01.01.1944 года | 2-й Прибалтийский фронт  | 6-я гвардейская армия |        |         |         |            |
| 01.02.1944 года | 2-й Прибалтийский фронт  | 6-я гвардейская армия |        |         |         |            |
| 01.03.1944 года | 2-й Прибалтийский фронт  |                       |        |         |         |            |
| 01.04.1944 года | Московский военный округ |                       |        |         |         |            |
| 01.05.1944 года | РВГК                     |                       |        |         |         |            |
| 01.06.1944 года | Карельский фронт         | 19-я армия            |        |         |         |            |
| 01.07.1944 года | Карельский фронт         | 19-я армия            |        |         |         |            |
| 01.08.1944 года | Карельский фронт         | 19-я армия            |        |         |         |            |
| 01.09.1944 года | Карельский фронт         | 19-я армия            |        |         |         |            |
| 01.10.1944 года | Карельский фронт         | 19-я армия            |        |         |         |            |
| 01.11.1944 года | Карельский фронт         | 19-я армия            |        |         |         |            |
| 01.12.1944 года | Карельский фронт         |                       |        |         |         |            |
| 01.01.1945 года | Карельский фронт         |                       |        |         |         |            |
| 01.02.1945 года | Карельский фронт         |                       |        |         |         |            |
| 01.03.1945 года | РВГК                     |                       |        |         |         |            |
| 01.04.1945 года | 2-й Белорусский фронт    |                       |        |         |         |            |
| 01.05.1945 года | 2-й Белорусский фронт    |                       |        |         |         |            |

## Командиры

### Командиры бригады
- Коновалов Фёдор Иванович, полковник,ид, 03.10.1943 - 15.12.1943 года.
- Коновалов Фёдор Иванович, полковник,15.12.1943 - 10.06.1945 года.[1]

### Начальники штаба бригады
- Измайлов Семен Николаевич, подполковник, 23.10.1943 - 00.02.1944 года.[2]
- Герасименко Михаил Андреевич, подполковник, 00.02.1944 - 00.03.1945 года.[3]
- Безвидный Семен Устинович, подполковник,00.03.1945 - 00.04.1945 года.[4]
- Лазарев Михаил Васильевич, подполковник,00.04.1945 - 10.06.1945 года.[5]

### Начальник политотдела, заместитель командира по политической части
- Огородников Фёдор Иванович, майор,23.10.1943 - 09.01.1944 года.
- Антропов Фёдор Георгиевич, подполковник, 09.01.1944 - 04.04.1944 года.[6]
- Бирюков Иван Тимофеевич, подполковник, 04.04.1944 - 24.10.1944 года.
- Черкасов Александр Акимович, подполковник, 24.10.1944 - 06.09.1945 года.[7]

## Отличившиеся воины
- Кухаренко, Николай Иванович, гвардии лейтенант, командир взвода танков Т-34.

## Награды и наименования
| Награда, наименование             | Документ о награждении                      | За что получена |
| --------------------------------- | ------------------------------------------- | --- |
| Почётное звание «Гвардейская»     |                                             | Присвоено приказом Народного комиссара обороны СССР № 306 от 23 октября 1943 года при преобразовании                                                                             |
| Орден Красного Знамени            | Указ Президиума ВС СССР от 04.06.1945 года. | За образцовое выполнение заданий командования в боях с немецкими захватчиками при овладении портом и военно-морской базой Свинемюнде и проявленные при этом доблесть и мужество. |
| Почётное наименование «Гданьская» | Приказ ВГК № 082 от 17.05.1945 года.        | |